# ペル・メル (ロンドン)
パル・マル（英: Pall Mall、[ˌpæl ˈmæl]）はロンドン中心部、シティ・オブ・ウェストミンスターのセント・ジェームズ地区にある通りである。日本語では「ペルメル」などの表記も見られる。通りはセント・ジェームズ・ストリートとトラファルガー広場を繋いでおり、A4道路の一部でもある。通りの名前は、17世紀に地区で行われていた球技、ペルメルに由来するものである。
地区はチャールズ2世施政下に建てられ、ロンドンの高級住宅街となった。18世紀には上流階級の買い物、また19世紀には紳士クラブで知られるようになった。21世紀でも現存するクラブとしては、リフォーム・クラブ、アシーニアム・クラブ、トラヴェラーズ・クラブなどが挙げられる。19世紀後半には戦争省がパル・マルに本部を構えていたほか、王立自動車クラブ本部は1908年以来この通りに存在した。

## 地理
パル・マルはセント・ジェームズ地区の東側を走る0.4マイル (0.64 km)の通りで、セント・ジェームズ・ストリートからウォータールー・プレイス（英: Waterloo Place）を横切り、ヘイマーケットへ至る。また東側に続くパル・マル・イースト（英: Pall Mall East）の先にはトラファルガー広場があるほか、セント・ジェームズ・ストリートを北進するとピカデリーに行き当たる。通りの番地は、北側の東端から西端にかけてまず振られ、次に南側に移って西から東へと振られる。通りは、セントラル・ロンドンから西へ走る主要道路、A4道路の一部である。ロンドンバスの9番線は、パル・マルに沿って西へ走り、トラファルガー広場と、ピカディリーやハイド・パーク・コーナーを繋いでいる。

## 歴史と地形学

### 初期の歴史と、パル・マル競技場
パル・マルは1661年に、ヘイマーケット（現在のウォリック・ハウス・ストリート付近）から王宮セント・ジェームズ宮殿に至る、やや南側にあった幹線道路を掛け替えて作られた。史学的調査では、この場所にはサクソン人の時代から道があったと示唆されているが、最古の記録は、聖ジェームズ病院（セント・ジェームズ病院）のハンセン病療養所に関係する12世紀のものである。16世紀に入り、ヘンリー8世によってセント・ジェームズ・パークが作られた時、道の南側に沿って、公園の境壁が建てられた。1620年、枢密院はミドルセックス州長官に対し、壁に隣接して貧しい人々が建てていた、多くの一時的家屋を一掃するよう命令した。
クロッケーに似た球技であるペル・メルは、17世紀初頭にジェームズ1世によってイングランドにもたらされた。このゲームはフランス・スコットランドでは既に人気であり、ジェームズ1世の息子であるヘンリーやチャールズも楽しんでいたという。1630年には、ヘイマーケットの北側であるセント・ジェームズ・ロード（英: St James road）に、ロンドン初のペルメル競技場としてセント・ジェームズ・フィールド（英: St James's Fied）が完成した。
イングランド王政復古と1660年5月29日のチャールズ2世のロンドン帰還後、セント・ジェームズ・パークの南壁、ザ・マルの位置に、ペルメル競技場が建設された。サミュエル・ピープスは1661年4月2日付の日記で、「セント・ジェームズ・パークに入り、ヨーク公がペルメルに興じていらっしゃるのを観た、スポーツというものを初めて観た」と書き記している。新しい競技場は、幹線道路を走る大型四輪馬車に巻き上げられ、壁を越して飛んでくる塵に悩まされた。1661年7月には郵便ポストと鉄道が建てられ、古い道は塞がれた。ペルメル競技場はとても細長い形で、狭い通りを意味する「アリー」（英: an alley）との名前でも知られており、古い道路は、セント・ジェームズ宮殿東側のアプローチを移転させるにはうってつけだった。宮内官だったダン・オニール、工務局長官だったジョン・デンナムに対し、1400×23平方フィート（427 × 7㎡）の区画を道路整備に用いる許可が出た。この許可状には、「セント・ジェームズ[宮殿]に至る新しい道建設に対する認可証」（英: "Our warrant for the building of the new street to St James's."）と裏書きされている。
新しい道は古いペルメル競技場の跡地を使い、1661年9月に開通した。チャールズ2世の妻だったキャサリン・オブ・ブラガンザに因み、「キャサリン・ストリート」（英: Catherine Street）と名付けられたが、人々の間では「パル・マル・ストリート」や「オールド・パル・マル」（英: Pall Mall Street, the Old Pall Mall）の名前で広く知られるようになった。ペルメル競技場は人気の場所となり、ピープス自身も数度訪れたことを書き残している。1665年7月の日記でピープスは、通り・競技について言及するのに、"Pell Mell" というスペルを用いている。

### 17世紀から18世紀に建てられた建物

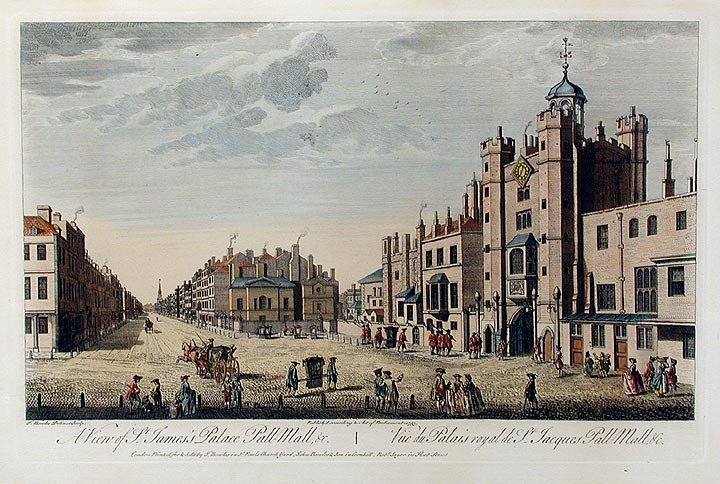
トーマス・ボウルズ A View of St James's Palace, Pall Mall etc（意味：『セント・ジェームズ宮殿、パル・マル、その他の眺め』）、1763年出版。右側に見えるのはセント・ジェームズ宮殿のゲートハウス

1662年、パル・マルは「1662年ストリート、ロンドン・ウェストミンスター法」 (Streets, London and Westminster Act 1662) で、「即座に修繕されるか舗装し直され、そうでなければ改良されるべき」（英: "thought fitt immediately to be repaired, new paved or otherwise amended"）道のひとつとされた。仕事を監督しに来た舗装委員の中には、セント・オールバンズ伯爵ヘンリー・ジャーミンの姿もあった。法律の条項では委員たちに対し、築30年以上の建物には補償金を渡した上で、幹線道路に食い込む建物を自由に取り壊す許可が与えられていた。リアル・テニス場と、パル・マルとセント・ジェームズ・ストリートの角にテニス場に隣接してあった続き家を取り壊す決定をし、1664年には王室賃貸地（英: the Crown lease）の所有者であるマーサ・バーカー（英: Martha Barker）にその旨が通達された。バーカーは当初230ポンド（2023年時点の￡44,600と同等）の補償金支払いを拒否したが、邸宅は1679年までに取り壊された。
通りは1662年から1667年の間に著しく発展した。1662年にセント・オールバンズ伯爵は、以前セント・ジェームズ・フィールドの一部だった45エーカー (18 ha)の土地を借り受けた。また、セント・ジェームズ・スクエアやジャーミン・ストリート、チャールズ・ストリート、セント・オールバンズ・ストリート、キング・ストリートその他の通りを整備し、現在セント・ジェームズとして知られる地区の発展に努めた。通りは西側のセント・ジェームズ宮殿をはじめ、東側のホワイトホール宮殿や国会議事堂に便利な土地でもあり、スクエアの北側・西側は、パル・マルの北側地区と合わせて発展した（但し建物は、当時の通例として別々に建設された）。パル・マルと繋がるスクエアの南側には、当初家は建てられなかった。伯爵は1663年遅くに王に対して、新しい地区に住みたいと考えている人々は、その内完全に自分のものになるという見通しが無ければ、家など建てないという嘆願書を提出した。大蔵卿だった第4代サウサンプトン伯爵トマス・リズリーの反対に遭ったものの、王は1665年4月1日にセント・オールバンズ伯爵へセント・ジェームズ・スクエアの自由保有権を与え、さらにパル・マルの北側で、セント・ジェームズ・ストリートからスクエアの東側までの地区の自由保有権も与えた。パル・マル北側の自由保有権は、その後私有地として数人に引き渡された。

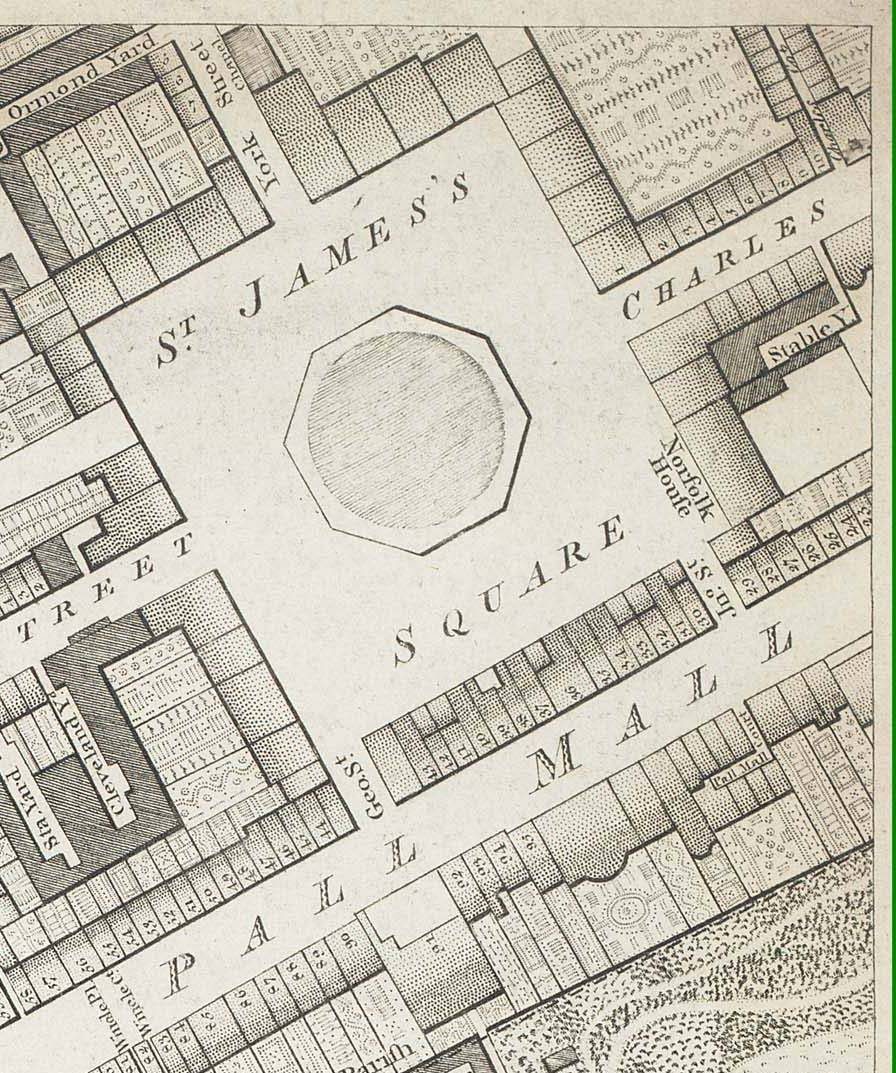
パル・マルとセント・ジェームズ・スクエアの周辺。リチャード・ハーウッドは1799年に発行した地図より

1676年ないし1677年にチャールズ2世からネル・グウィンに下賜された79番地を除き、王室は通りの南側の自由保有権を維持した。続く数年にパル・マルの南側に建てられた建物は、王室委員会が取り決めた精密な設計と建築規準のおかげで、北側よりも壮麗なものになった。その後大通りはやや北側に付け替えられ、急に家の裏側が大通りに面して、ガーデニングの空間が無くなった家もあった。1664年、住人たちは古い道を庭に変える請願書を提出し、受け入れられる。セント・オールバンズ伯爵の財産受託者たちは、1665年4月から60年間の借地権を得て、地所の大半を賃貸しできるようになった。
旧幹線道路の他の区画は、建築用に貸し出された。東端はフィリップ・ウォリックに引き渡され、彼はここにウォリック・ハウス（英: Warwick House、現ウォリック・ハウス・ストリート付近）を建設した。またジョン・デンナムにも土地が与えられ、この区画はマールバラ・ハウスの土地の一部となった。西端の貸し出し区画には、セント・ジェームズ宮殿とセント・ジェームズ・ストリートの角にあったテニス場の間の区画や、バーバラ・パーマー（クリーヴランド公爵夫人）に貸し出され、クリーヴランド・ロウ8～12番地とストーノウェイ・ハウスが作られた区画が含まれる。18世紀ロンドンで活躍した出版者のアンドルー・ミラーは、ロバート・アダム（英: Robert Adam）が設計したパル・マル34番地のタウンハウスに居住していた。

### その後の歴史

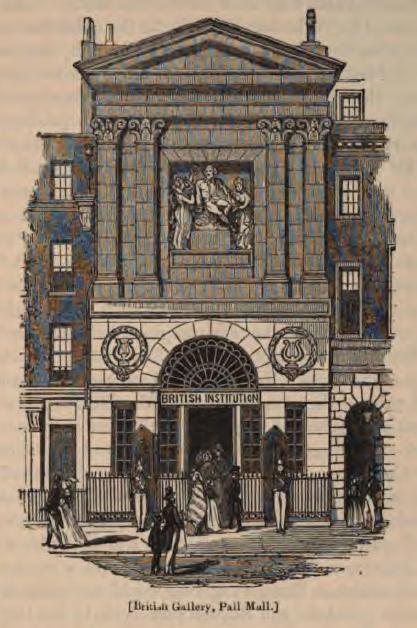
小ジョージ・ダンスのボイデル・シェイクスピア・ギャラリーは、1788年にパル・マル52番地に建てられ、1868年から1869年に取り壊された。この絵はブリティッシュ・インスティテューションが購入した後であり、1851年の様子を描いている

18世紀までに、パル・マルは商店と華麗な住宅で知られるようになった。ベンジャミン・ヴリアミーなどヴリアミー家は、1765年から1854年まで68番地で時計製作を行った。ロバート・ドッズリーは52番地で本屋を営み、サミュエル・ジョンソンに辞書出版を進言したという。18世紀には作家や芸術家がパル・マルに移り住むようになり、リチャード・コズウェイやトマス・ゲインズバラは、80～82番地のションバーグ・ハウスに住んでいた。
1807年6月4日にフリードリッヒ・アルベルト・ヴィンツァー（フレデリック・アルバート・ウィンザー）がジョージ3世の誕生日を祝って実験点灯を行った後、通りはロンドンで初めてガス灯に照らされた場所のひとつとなった。恒久的な照明設備は1820年に導入された。ペル・メルの東端は1814年から1818年にかけて拡張され、北側の家並びはロイヤル・オペラ・アーケード（英: Royal Opera Arcade）を作るため取り壊された。
パル・マルは、19世紀から20式初頭にかけて作られた多くの紳士クラブでも知られる。トラヴェラーズ・クラブは1819年創立で、1822年にパル・マル49番地に移転した。106番地にある現在の建物は、1823年にチャールズ・バリーが建設したものである。アシーニアム・クラブの名前は、ローマにハドリアヌス帝が建てた大学、Athenaeum に由来する。クラブは1830年に、サマセット・ハウスの貸間からパル・マル107番地へ転居した。エントランス・ホールはデシマス・バートンが設計したものである。104・105番地にあるリフォーム・クラブは、1836年にイギリスの急進派が設立した。36～39番地のアーミー・アンド・ネイヴィー・クラブは1837年に作られた。この名前は、イギリス海軍兵用のクラブとして、ウェリントン公が提案したものである。他にも、ユナイテッド・サービス・クラブ（建物は現在経営者協会が使用）、オックスフォード・アンド・ケンブリッジ・クラブ、ロイヤル・オートモバイル・クラブなどが知られている。

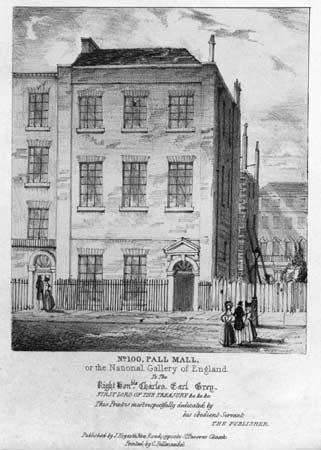
パル・マル100番地、1824年から1834年までナショナル・ギャラリーが所在

パル・マルは一時、ロンドンの一流芸術の中心地だった。1814年には、ロイヤル・アカデミー・オブ・アーツ、ナショナル・ギャラリー、クリスティーズのオークション・ハウスが全てパル・マルに集まっていた。
パル・マル南側の自由保有権は、多くがクラウン・エステートの所属である。セント・ジェームズ宮殿に加え、かつて王室の住居だった東側のマールバラ・ハウスも、庭園を通じてパル・マル南側に面している。屋敷はマールバラ公爵夫人サラが建てたもので、定礎は1709年、また完成は1711年である。建物は1817年に王室の所領となり、後のジョージ5世は1865年にこの邸宅で生まれ、父エドワード7世の在位中は、プリンス・オブ・ウェールズの住居としてこの建物を使用した。1959年には政府の所有となり、現在ではイギリス連邦事務局ならびにイギリス連邦基金が入居している。摂政宮カールトン・ハウス（英: Prince Regent's Carlton House）は、1732年にフレデリック・ルイスがパル・マル東端に建築したもので、後に未亡人のオーガスタ・オブ・サクス＝ゴータが居住した。この邸宅では、1811年6月19日にジョージ4世の摂政就任を祝って舞踏会が開かれたが、王座についてからの彼は結局この家に居住することを選ばず、その後取り壊された。ジョン・ナッシュはこの場所に、1827年から1832年にかけてカールトン・ハウス・テラスを建設した。

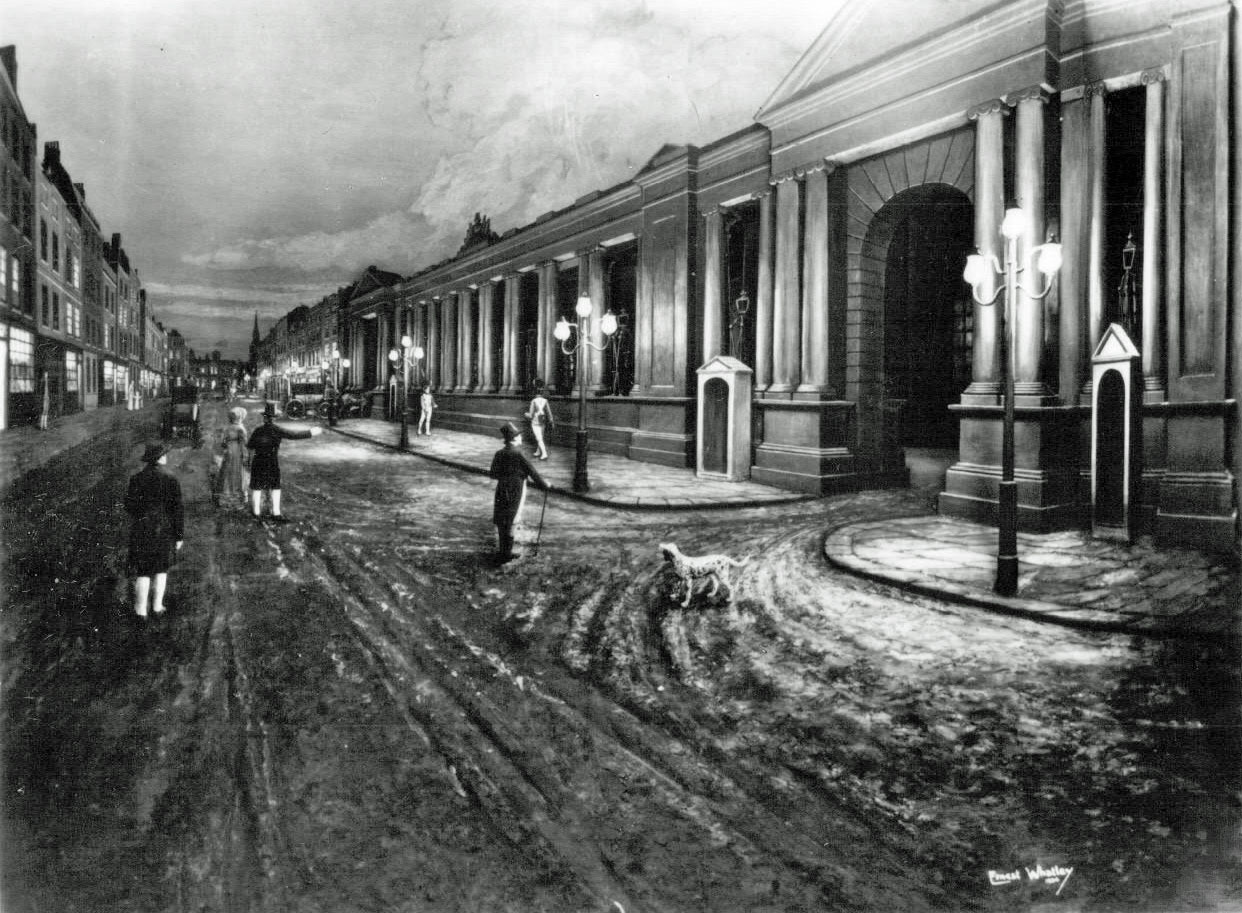
パル・マルはロンドンで初めてガス灯に照らされた通りのひとつである

パル・マルには1855年から1906年まで戦争省が所在し、ホワイトホールがイギリス政府中枢の換喩として扱われるように、通りの名前もシノニムとして扱われた。戦争省は公爵の大邸宅だったカンバーランド・ハウスに拠点を置いた複合ビルに入居していた。その後ホワイトホールへと移転している。
通りには建築学的に重要な建物が2軒存在する。80～82番地のションバーグ・ハウスは1698年に第3代ションバーグ公爵メイナード・ションバーグによって建てられた後、1769年に3分割された。東側の区画は1850年に取り壊されたが、1950年代半ばにオフィス用途で再建された。バッキンガム・ハウスは、バッキンガム＝シャンドス公のロンドンでの邸宅だった。屋敷は1790年代にジョン・ソーンによって再建され、1847年にバッキンガム公に売り払われたが、その後1908年にロイヤル・オートモバイル・クラブのため取り壊された。
経営者協会は1903年に創設され、1906年に勅許を得た。69・70番地にあったミッドランド銀行の支店は、エドウィン・ラッチェンスが設計し、1922年から1927年にかけて建設された。70番地の再開発計画も提示されたが、実現不可能と分かり、その後この支店は現在の建物に道を譲る形で取り壊されている。たばこ製造業のロスマンズは65番地にリチャード・ノーマン・ショウが手掛けた本社ビルを持ち、またフェリー会社のP&Oフェリーズの本社は79番地に所在する。

## 文化的活用・言及
作家のウィリアム・メイクピース・サッカレーは1845年にダブリンへ赴き、オコネル・ストリート（当時の名称はアッパー・サックヴィル・ストリート）をパル・マルと比較している。1870年には、ヘンリー・B・ホウィートリーが "Round about Piccadilly and Pall Mall"（意味：ピカデリーとパル・マルを回って）を記し、通りや周辺地域の変化を記録している。オスカー・ワイルド作品集の A Critic in Pall Mall : Being Extracts From Reviews And Miscellanies は1919年に出版され、彼が1870年代から1890年代にかけて新聞や雑誌に掲載した随筆が収録されている。
パル・マルはイギリス版のモノポリーで、ホワイトホールとノーサンバランド・アヴェニューと同じライトパープルのマス目である。これらの通りは全てトラファルガー広場に繋がっている。モノポリーのボードでは比較的安い土地の価格ではあるが、ロンドンの住宅価格高騰により、現在パル・マルの小さなフラット1つでも、100万ポンドで売られるようになっている。
コナン・ドイルのシャーロック・ホームズシリーズには、ホームズの兄であるマイクロフトが会員である架空の紳士クラブとして、パル・マルにあるディオゲネス・クラブが登場する。『ギリシャ語通訳』では、マイクロフトの家の上階に住む人物が依頼人となり、マイクロフトもまたパル・マルに住んでいることが示される。

ブリティッシュ・アメリカン・タバコ社が生産・販売するタバコのブランドのひとつであるポールモール（PALL MALL）は、この地名および元となった球技に由来する。アメリカで1899年に販売が開始されたが、「ポールモール」はアメリカ風の発音であり、イギリスでは同商品を「パルマル」と発音する。